# 심의

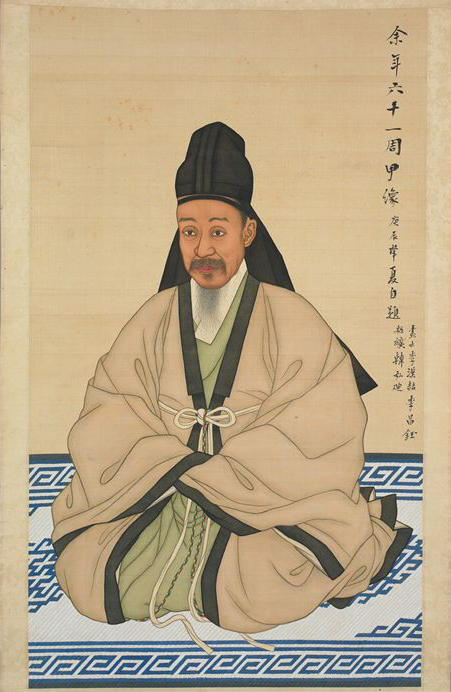
심의를 입은 흥선대원군 초상.

심의(深衣)는 한복의 일종이다. 기원은 고대 중국의 주나라 이전이며 한반도에는 고려 중기 이전에 전래된 것으로 추정되나 정확한 연대는 알 수 없다.
학창의와 비슷하게 생겼지만 분명히 다르다. 학창의는 한 벌짜리 옷을 둘러입는 것으로서 도포 및 두루마기와 비슷하지만, 심의는 상의(衣)와 하의(裳)가 따로 재단해 만든 뒤 그 둘을 재봉해 붙인 것으로 철릭에 가깝다.